# Huashan (Maanshan)
Huashan (en chino, 花山; pinyin, Huāshān; literalmente, ‘montaña de las Flores’) es un distrito urbano bajo la administración directa de la Prefectura Maanshan en la Provincia de Anhui, República Popular China.  Su área es de  178 km² y su población total para 2010 superó los 430 mil habitantes. 

## Administración
Desde julio de 2023, el  Distrito Huashan se divide en 10 pueblos que se administran en 9 subdistritos y 10 poblados.